# Stati membri delle Nazioni Unite
     Stati membri (193)
     Stati osservatori (2: Santa Sede e Stato di Palestina)
     Stati potenzialmente membri (2: Isole Cook e Niue)
     Territori non autonomi (17)
     Antartide
(Statuto delle Nazioni Unite, capitolo II, articolo 4)

Stati membri (193)
Stati osservatori (2: Santa Sede e Stato di Palestina)
Stati potenzialmente membri (2: Isole Cook e Niue)
Territori non autonomi (17)
Antartide

Gli Stati membri delle Nazioni Unite sono 193; segue un loro prospetto in ordine alfabetico (ordinabile anche per data) che ne indica la data d'ingresso ufficiale nell'organizzazione.

## Paesi membri
| Paese                        | Data di adesione  | Note |
| ---------------------------- | ----------------- | --- |
| Afghanistan                  | 19 novembre 1946  | fino al 18 luglio 1973 Regno dell'Afghanistan successivamente Repubblica dell'Afghanistan |
| Albania                      | 14 dicembre 1955  | |
| Algeria                      | 8 ottobre 1962    | già presente come parte integrante della Francia fino all'indipendenza il 5 luglio 1962 |
| Andorra                      | 28 luglio 1993    | |
| Angola                       | 1º dicembre 1976  | indipendente dal Portogallo dall'11 novembre 1975 |
| Antigua e Barbuda            | 11 novembre 1981  | indipendente dal Regno Unito il 1º novembre 1981 |
| Arabia Saudita               | 24 ottobre 1945   | |
| Argentina                    | 24 ottobre 1945   | |
| Armenia                      | 2 marzo 1992      | già presente come parte dell'Unione Sovietica, indipendente dal 21 settembre 1991 |
| Australia                    | 1º novembre 1945  | inizialmente come dominion autonomo dell'Impero britannico |
| Austria                      | 14 dicembre 1955  | |
| Azerbaigian                  | 2 marzo 1992      | già presente come parte dell'Unione Sovietica, indipendente dal 18 ottobre 1991 |
| Bahamas                      | 18 settembre 1973 | indipendenti dal Regno Unito dal 10 luglio 1973 |
| Bahrein                      | 21 settembre 1971 | indipendente dal Regno Unito dal 15 agosto 1971 |
| Bangladesh                   | 17 settembre 1974 | già presente come parte dell'Impero indiano fino al 15 agosto 1947 e poi come Pakistan Orientale fino al 26 marzo 1971 |
| Barbados                     | 9 dicembre 1966   | indipendente dal Regno Unito dal 30 novembre 1966 |
| Belgio                       | 27 dicembre 1945  | |
| Belize                       | 25 settembre 1981 | indipendente dal Regno Unito dal 21 settembre 1981 |
| Benin                        | 20 settembre 1960 | allora chiamato Dahomey; ha assunto il nome attuale il 30 novembre 1974 |
| Bhutan                       | 21 settembre 1971 | indipendente dal Regno Unito dal 15 agosto 1947 |
| Bielorussia                  | 24 ottobre 1945   | data riferita alla RSS Bielorussa, con il nome attuale dal 19 settembre 1991 |
| Birmania                     | 19 aprile 1948    | indipendente dal Regno Unito dal 4 gennaio 1948 |
| Bolivia                      | 14 novembre 1945  | |
| Bosnia ed Erzegovina         | 22 maggio 1992    | parte dell'ONU come Jugoslavia dal 24 ottobre 1945 |
| Botswana                     | 17 ottobre 1966   | indipendente dal Regno Unito dal 30 settembre 1966 |
| Brasile                      | 24 ottobre 1945   | |
| Brunei                       | 21 settembre 1984 | indipendente dal Regno Unito dal 1º gennaio 1984 |
| Bulgaria                     | 14 dicembre 1955  | |
| Burkina Faso                 | 20 settembre 1960 | indipendente dalla Francia il 5 agosto 1960 e denominato Alto Volta dal 1960 al 1984 |
| Burundi                      | 18 settembre 1962 | indipendente dal Belgio dal 1º luglio 1962 |
| Cambogia                     | 14 dicembre 1955  | indipendente dalla Francia dal 9 novembre 1953 |
| Camerun                      | 20 settembre 1960 | indipendente dalla Francia dal 1º gennaio 1960 a cui si aggiunse nel 1961 la parte meridionale del Camerun britannico |
| Canada                       | 9 novembre 1945   | inizialmente come dominion autonomo dell'Impero britannico |
| Capo Verde                   | 16 settembre 1975 | indipendente dal Portogallo dal 5 luglio 1975 |
| Ciad                         | 20 settembre 1960 | indipendente dalla Francia dall'11 agosto 1960 |
| Cile                         | 24 ottobre 1945   | |
| Cina                         | 24 ottobre 1945   | Rappresentata dalla Repubblica di Cina (Taiwan) fino al 1971 e quindi sostituita dalla Repubblica Popolare Cinese |
| Cipro                        | 20 settembre 1960 | indipendente dal Regno Unito dal 16 agosto 1960 |
| Colombia                     | 5 novembre 1945   | |
| Comore                       | 12 novembre 1975  | indipendente dalla Francia dal 6 luglio 1975 |
| Corea del Nord               | 17 settembre 1991 | |
| Corea del Sud                | 17 settembre 1991 | |
| Costa Rica                   | 2 novembre 1945   | |
| Costa d'Avorio               | 20 settembre 1960 | indipendente dalla Francia dal 20 settembre 1960 |
| Croazia                      | 22 maggio 1992    | parte dell'ONU come Jugoslavia dal 24 ottobre 1945 |
| Cuba                         | 24 ottobre 1945   | |
| Danimarca                    | 24 ottobre 1945   | |
| Dominica                     | 18 dicembre 1978  | indipendente dal Regno Unito dal 3 novembre 1978 |
| Ecuador                      | 21 dicembre 1945  | |
| Egitto                       | 24 ottobre 1945   | membro comune con la Siria dal 21 febbraio 1958 al 13 ottobre 1961, con il nome attuale dal 2 settembre 1971 |
| El Salvador                  | 24 ottobre 1945   | |
| Emirati Arabi Uniti          | 9 dicembre 1971   | indipendenti dal Regno Unito dal 2 dicembre 1971 |
| Eritrea                      | 28 maggio 1993    | indipendente dall'Etiopia dal 24 maggio 1993 |
| Estonia                      | 17 settembre 1991 | già presente come parte dell'Unione Sovietica, indipendente dal 20 agosto 1991 |
| Etiopia                      | 13 novembre 1945  | |
| Figi                         | 13 ottobre 1970   | indipendente dal Regno Unito dal 10 ottobre 1970 |
| Filippine                    | 24 ottobre 1945   | |
| Finlandia                    | 14 dicembre 1955  | |
| Francia                      | 24 ottobre 1945   | |
| Gabon                        | 20 settembre 1960 | indipendente dalla Francia dal 17 agosto 1960 |
| Gambia                       | 21 settembre 1965 | indipendente dal Regno Unito dal 18 febbraio 1965 |
| Georgia                      | 31 luglio 1992    | già presente come parte dell'Unione Sovietica, indipendente dal 25 dicembre 1991 |
| Germania                     | 18 settembre 1973 | allora due stati: Germania Ovest (Repubblica Federale di Germania) e Germania Est (Repubblica Democratica Tedesca) riuniti come un solo membro dal 3 ottobre 1990                                                                                 |
| Ghana                        | 8 marzo 1957      | indipendente dal Regno Unito dal 6 marzo 1957 |
| Giamaica                     | 18 settembre 1962 | indipendente dal Regno Unito dal 6 agosto 1962 |
| Giappone                     | 18 dicembre 1956  | |
| Gibuti                       | 20 settembre 1977 | indipendente dalla Francia dal 27 giugno 1977 |
| Giordania                    | 14 dicembre 1955  | indipendente dal Regno Unito dal 25 maggio 1946 |
| Grecia                       | 25 ottobre 1945   | |
| Grenada                      | 17 settembre 1974 | indipendente dal Regno Unito dal 7 febbraio 1974 |
| Guatemala                    | 21 novembre 1945  | |
| Guinea                       | 12 dicembre 1958  | indipendente dalla Francia dal 2 ottobre 1958 |
| Guinea-Bissau                | 17 settembre 1974 | indipendente dal Portogallo dal 1º gennaio 1974 |
| Guinea Equatoriale           | 12 novembre 1968  | indipendente dalla Spagna dal 12 ottobre 1968 |
| Guyana                       | 20 settembre 1966 | indipendente dal Regno Unito dal 26 maggio 1966 |
| Haiti                        | 24 ottobre 1945   | |
| Honduras                     | 17 dicembre 1945  | |
| India                        | 30 ottobre 1945   | allora Impero indiano comprendente gli odierni India, Pakistan, Bangladesh e Buthan indipendente dal Regno Unito il 15 agosto 1947 |
| Indonesia                    | 28 settembre 1950 | indipendente dai Paesi Bassi il 17 dicembre 1949, con una sospensione dal 20 gennaio 1965 al 28 settembre 1966 |
| Iran                         | 24 ottobre 1945   | |
| Iraq                         | 21 dicembre 1945  | indipendente dal Regno Unito dal 3 ottobre 1932 |
| Irlanda                      | 14 dicembre 1955  | |
| Islanda                      | 19 novembre 1946  | indipendente dalla Danimarca dal 17 giugno 1944 |
| Isole Marshall               | 17 settembre 1991 | indipendenti dagli Stati Uniti dal 21 ottobre 1986 |
| Isole Salomone               | 19 settembre 1978 | indipendenti dal Regno Unito dal 7 luglio 1978 |
| Israele                      | 11 maggio 1949    | indipendente dal Regno Unito dal 14 maggio 1948 |
| Italia                       | 14 dicembre 1955  | |
| Kazakistan                   | 2 marzo 1992      | già presente come parte dell'Unione Sovietica, indipendente dal 25 dicembre 1991 |
| Kenya                        | 16 dicembre 1963  | indipendente dal Regno Unito il 13 dicembre 1963 |
| Kirghizistan                 | 2 marzo 1992      | già presente come parte dell'Unione Sovietica, indipendente dal 25 dicembre 1991 |
| Kiribati                     | 14 settembre 1999 | indipendente dal Regno Unito dal 12 luglio 1979 |
| Kuwait                       | 14 maggio 1963    | indipendente dalRegno Unito dal 19 giugno 1961 |
| Laos                         | 14 dicembre 1955  | indipendente dalla Francia dal 22 ottobre 1953 |
| Lesotho                      | 17 ottobre 1966   | indipendente dal Regno Unito dal 4 ottobre 1966 |
| Lettonia                     | 17 settembre 1991 | già presente come parte dell'Unione Sovietica, indipendente dal 6 settembre 1991 |
| Libano                       | 24 ottobre 1945   | indipendente dalla Francia dal 24 ottobre 1945 |
| Liberia                      | 2 novembre 1945   | |
| Libia                        | 14 dicembre 1955  | chiamato Regno Unito di Libia fino al 1969 |
| Liechtenstein                | 18 settembre 1990 | |
| Lituania                     | 17 settembre 1991 | già presente come parte dell'Unione Sovietica, indipendente dall'11 marzo 1990 |
| Lussemburgo                  | 24 ottobre 1945   | |
| Macedonia del Nord           | 8 aprile 1993     | parte dell'ONU come Jugoslavia dal 24 ottobre 1945 |
| Madagascar                   | 20 settembre 1960 | indipendente dalla Francia dal 26 giugno 1960 |
| Malawi                       | 1º dicembre 1964  | indipendente dal Regno Unito dal 6 luglio 1964 |
| Malaysia                     | 17 settembre 1957 | come Federazione della Malesia indipendente dal Regno Unito dal 31 agosto 1957 |
| Maldive                      | 21 settembre 1965 | indipendenti dal Regno Unito dal 26 luglio 1965 |
| Mali                         | 28 settembre 1960 | indipendente dalla Francia dal 22 settembre 1960 |
| Malta                        | 1º dicembre 1964  | indipendente dal Regno Unito dal 21 settembre 1964 |
| Marocco                      | 12 novembre 1956  | indipendente dalla Francia dal 2 marzo 1956, aggiunto il 7 aprile 1956 il Marocco spagnolo |
| Mauritania                   | 27 ottobre 1961   | indipendente dalla Francia dal 28 novembre 1960 |
| Mauritius                    | 24 aprile 1968    | indipendente dal Regno Unito dal 12 marzo 1968 |
| Messico                      | 7 novembre 1945   | |
| Moldavia                     | 2 marzo 1992      | già presente come parte dell'Unione Sovietica, indipendente dal 25 dicembre 1991 |
| Monaco                       | 28 maggio 1993    | |
| Mongolia                     | 27 ottobre 1961   | |
| Montenegro                   | 28 giugno 2006    | parte dell'ONU come Jugoslavia dal 24 ottobre 1945 |
| Mozambico                    | 16 settembre 1975 | indipendente dal Portogallo dal 25 giugno 1975 |
| Namibia                      | 23 aprile 1990    | indipendente dal Sudafrica dal 21 marzo 1990 |
| Nauru                        | 14 settembre 1999 | indipendente dal Regno Unito dal 31 gennaio 1968 |
| Nepal                        | 14 dicembre 1955  | |
| Nicaragua                    | 24 ottobre 1945   | |
| Niger                        | 20 settembre 1960 | indipendente dalla Francia dal 3 agosto 1960 |
| Nigeria                      | 7 ottobre 1960    | indipendente dal Regno Unito dal 1º ottobre 1960 |
| Norvegia                     | 27 novembre 1945  | |
| Nuova Zelanda                | 24 ottobre 1945   | inizialmente come dominion autonomo dell'Impero britannico |
| Oman                         | 7 ottobre 1971    | indipendente dal Regno Unito dal 9 agosto 1971 |
| Paesi Bassi                  | 10 dicembre 1945  | |
| Pakistan                     | 30 settembre 1947 | già presente come parte dell'Impero indiano, indipendente dal Regno Unito dal 14 agosto 1947 |
| Palau                        | 15 dicembre 1994  | indipendente dagli Stati Uniti dal 1º ottobre 1994 |
| Panama                       | 13 novembre 1945  | |
| Papua Nuova Guinea           | 10 ottobre 1975   | indipendente dall'Australia (Impero britannico) dal 16 settembre 1975 |
| Paraguay                     | 24 ottobre 1945   | |
| Perù                         | 31 ottobre 1945   | |
| Polonia                      | 24 ottobre 1945   | |
| Portogallo                   | 14 dicembre 1955  | |
| Qatar                        | 21 settembre 1971 | indipendente dal Regno Unito dal 3 settembre 1971 |
| Regno Unito                  | 24 ottobre 1945   | |
| Rep. Ceca                    | 19 gennaio 1993   | parte dell'ONU come Cecoslovacchia dal 24 ottobre 1945 |
| Rep. Centrafricana           | 20 settembre 1960 | indipendente dalla Francia dal 3 agosto 1960 |
| Rep. del Congo               | 20 settembre 1960 | indipendente dalla Francia dal 15 agosto 1960, allora chiamato Congo (Brazzaville) |
| RD del Congo                 | 20 settembre 1960 | indipendente dal Belgio dal 30 giugno 1960, allora chiamato Congo (Leopoldville), poi Zaire (dal 27 ottobre 1971 al 17 maggio 1997) |
| Rep. Dominicana              | 24 ottobre 1945   | |
| Romania                      | 14 dicembre 1955  | |
| Ruanda                       | 18 settembre 1962 | indipendente dal Belgio dal 1º luglio 1962 |
| Russia                       | 24 ottobre 1945   | come Unione Sovietica, con il nome attuale dal 24 dicembre 1991 |
| Saint Kitts e Nevis          | 23 settembre 1983 | indipendente dal Regno Unito dal 19 Settembre 1983, allora chiamato Saint Christopher e Nevis |
| Saint Lucia                  | 18 settembre 1979 | indipendente dal Regno Unito dal 22 febbraio 1979 |
| Saint Vincent e Grenadine    | 16 settembre 1980 | indipendente dal Regno Unito dal 27 ottobre 1979 |
| Samoa                        | 15 dicembre 1976  | indipendente dalla Nuova Zelanda (Impero britannico) dal 1º gennaio 1962 |
| San Marino                   | 2 marzo 1992      | |
| São Tomé e Príncipe          | 16 settembre 1975 | indipendente dal Portogallo dal 12 luglio 1975 |
| Senegal                      | 28 settembre 1960 | indipendente dalla Francia dal 4 aprile 1960 |
| Serbia                       | 1º novembre 2000  | parte dell'ONU come Jugoslavia dal 24 ottobre 1945 |
| Seychelles                   | 21 settembre 1976 | indipendenti dal Regno Unito dal 29 giugno 1976 |
| Sierra Leone                 | 27 settembre 1961 | indipendente dal Regno Unito dal 27 aprile 1961 |
| Singapore                    | 21 settembre 1965 | come stato indipendente, ma parte dell'ONU come Malaysia dal 17 settembre 1957 |
| Siria                        | 24 ottobre 1945   | membro comune con l'Egitto dal 21 febbraio 1958 al 13 ottobre 1961 |
| Slovacchia                   | 19 gennaio 1993   | parte dell'ONU come Cecoslovacchia dal 24 ottobre 1945 |
| Slovenia                     | 22 maggio 1992    | parte dell'ONU come Jugoslavia dal 24 ottobre 1945 |
| Somalia                      | 20 settembre 1960 | indipendente dall'Italia dal 1º luglio 1960 a cui si è subito unita l'ex Somalia britannica il 26 giugno 1960 |
| Spagna                       | 14 dicembre 1955  | |
| Sri Lanka                    | 14 dicembre 1955  | indipendente dal Regno Unito dal 4 febbraio 1948, allora chiamato Ceylon; con il nome attuale dal 19 settembre 1991 |
| Stati Federati di Micronesia | 17 settembre 1991 | indipendenti dagli Stati Uniti dal 3 novembre 1986 |
| Stati Uniti d'America        | 24 ottobre 1945   | |
| Sudafrica                    | 7 novembre 1945   | inizialmente come dominion autonomo dell'Impero britannico poi indipendente dal 31 maggio 1961 come Repubblica Sudafricana |
| Sudan                        | 12 novembre 1956  | indipendente dal Regno Unito dal 1º gennaio 1956 |
| Sudan del Sud                | 14 luglio 2011    | parte dell'ONU come Sudan dal 12 novembre 1956, indipendente dal 9 luglio 2011 |
| Suriname                     | 4 dicembre 1975   | indipendente dai Paesi Bassi dal 25 novembre 1975 |
| Svezia                       | 19 novembre 1946  | |
| Svizzera                     | 10 settembre 2002 | [ 4 ] |
| eSwatini                     | 24 settembre 1968 | indipendente dal Regno Unito dal 6 settembre 1968 |
| Tagikistan                   | 2 marzo 1992      | già presente come parte dell'Unione Sovietica, indipendente dal 25 dicembre 1991 |
| Tanzania                     | 14 dicembre 1961  | indipendente dal Regno Unito dal 9 dicembre 1961 con il nome di Tanganica; anche Zanzibar fece parte dell'ONU come membro indipendente dal 16 dicembre 1963 fino all'unificazione dei due paesi il 26 aprile 1964                                 |
| Thailandia                   | 16 dicembre 1946  | con il nome di Siam; ha preso il nome attuale l'11 maggio 1949 |
| Timor Est                    | 27 settembre 2002 | già presente come parte dell'Indonesia fino al 20 maggio 2002 |
| Togo                         | 20 settembre 1960 | indipendente dalla Francia dal 27 aprile 1960 |
| Tonga                        | 14 settembre 1999 | indipendente dal Regno Unito dal 4 giugno 1970 |
| Trinidad e Tobago            | 18 settembre 1962 | indipendente dal Regno Unito dal 31 agosto 1962 |
| Tunisia                      | 12 novembre 1956  | indipendente dalla Francia dal 20 marzo 1956 |
| Turchia                      | 24 ottobre 1945   | |
| Turkmenistan                 | 2 marzo 1992      | già presente come parte dell'Unione sovietica, indipendente dal 25 dicembre 1991 |
| Tuvalu                       | 5 settembre 2000  | indipendente dal Regno Unito dal 1º ottobre 1978 |
| Ucraina                      | 24 ottobre 1945   | data riferita alla RSS Ucraina, con il nome attuale dal 1º dicembre 1991 |
| Uganda                       | 25 ottobre 1962   | indipendente dal Regno Unito dal 9 ottobre 1962 |
| Ungheria                     | 14 dicembre 1955  | |
| Uruguay                      | 18 dicembre 1945  | |
| Uzbekistan                   | 2 marzo 1992      | già presente come parte dell'Unione sovietica, indipendente dal 25 dicembre 1991 |
| Vanuatu                      | 15 settembre 1981 | indipendente da Francia e Regno Unito dal 30 luglio 1980 |
| Venezuela                    | 15 novembre 1945  | |
| Vietnam                      | 20 settembre 1977 | indipendente dalla Francia dal 21 luglio 1954 |
| Yemen                        | 30 settembre 1947 | indipendente dall'Impero ottomano dal 30 ottobre 1918 come Regno Mutawakkilita dello Yemen poi dal 27 settembre 1962 Repubblica dello Yemen del Nord con cui si fuse la Repubblica dello Yemen del Sud il 22 maggio 1990 formando l'attuale Yemen |
| Zambia                       | 1º dicembre 1964  | indipendente dal Regno Unito dal 24 ottobre 1964 |
| Zimbabwe                     | 25 agosto 1980    | indipendente dal Regno Unito dal 18 aprile 1980 |

## Seggio della Cina
Nel 1945 la Cina, rappresentata dal governo della Repubblica di Cina (RdC), fu uno dei cinque fondatori originari dell'ONU ed entrò a farne parte come membro originario il 24 ottobre 1945. Nel 1949, però, in seguito alla Guerra civile cinese, il governo della RdC controllato dal Kuomintang si rifugiò a Taiwan, mentre il governo comunista della Repubblica Popolare Cinese (RPC) proclamato il 1º ottobre 1949 assumeva il controllo della maggior parte del territorio cinese. I rappresentanti del governo della RdC continuarono a rappresentare la Cina all'ONU, benché la RdC esercitasse la sua giurisdizione solo su Taiwan (e altre isole non considerate parte della Provincia di Taiwan), un territorio ristretto in confronto con la giurisdizione esercitata dalla RPC sulla Cina continentale, fino a quando il 25 ottobre 1971, fu approvata dall'Assemblea Generale la Risoluzione 2758, che riconosceva il governo della RPC come l'unico rappresentante legittimo della Cina all'ONU ed espelleva dall'ONU i rappresentanti del governo della RdC guidato da Chiang Kai-shek. Ciò trasferì completamente il seggio della Cina all'ONU (compreso il seggio permanente nel consiglio di Sicurezza) dalla RdC alla RPC.

### Richieste di diventare membro avanzate da Taiwan
Dal 1991 la Repubblica di Cina (Taiwan) ha ripetutamente presentato petizioni per essere riammessa nell'ONU, come rappresentante solo degli abitanti di Taiwan, e non di tutta la Cina, usando di volta in volta le designazioni Repubblica di Cina a Taiwan, Repubblica di Cina (Taiwan), o semplicemente Taiwan (come proposto dall'attuale governo del Partito Progressista Democratico). Tutti questi tentativi, però, sono andati incontro a rifiuti, o perché la petizione non è riuscita a ottenere voti sufficienti per essere inserita nell'ordine del giorno formale, o perché la domanda è stata respinta dall'ONU, principalmente a causa dell'influenza della Repubblica Popolare Cinese. Alla ROC è stato anche negato di partecipare all'ONU come stato osservatore, una posizione occupata dalla Santa Sede, o come una “entità non membro”, titolo accordato alla Palestina fino al novembre 2012.
Nel luglio 2007, l'allora governo della RdC guidato da Chen Shui-bian, ha presentato la 15ª richiesta della RdC di entrare a far parte dell'ONU, per la prima volta sotto il nome “Taiwan”, ma l'Ufficio Legale dell'ONU ha respinto la richiesta, facendo riferimento alla Risoluzione 2758 dell'Assemblea Generale, che ha trasferito il seggio della Cina dalla ROC alla RPC nel 1971, ma non ha chiarito la questione della rappresentanza di Taiwan. Rispondendo alla richiesta, il Segretario Generale dell'ONU Ban Ki-Moon ha affermato:
In risposta al rifiuto della sua richiesta da parte dell'ONU, il governo della ROC ha affermato che Taiwan non è stata sotto la giurisdizione della RPC né ora né mai e che dal momento che la Risoluzione 2758 dell'Assemblea Generale non ha chiarito la questione della rappresentanza di Taiwan nell'ONU, non impedisce la partecipazione di Taiwan all'ONU come nazione indipendente sovrana. Il governo della ROC ha criticato il Segretario Generale anche per aver restituito la richiesta senza passarla al consiglio di Sicurezza o all'Assemblea Generale, in contrasto con la procedura standard dell'ONU (Provisional Rules of Procedure of the Security Council, Capitolo X, Regola 59), e per aver sostenuto che Taiwan è parte della Cina. Dall'altro lato il governo della RPC, che ha affermato che Taiwan è parte della Cina, ha lodato la decisione dell'ONU “che, presa in accordo con la Carta dell'ONU e la Risoluzione 2758 dell'Assemblea Generale dell'ONU, ha dimostrato l'adesione universale dell'ONU e dei suoi stati membri al principio di un'unica Cina” (Xinhua 7 agosto 2007). Mentre il governo della RPC si oppone fermamente alla richiesta di qualsiasi autorità di Taiwan di entrare a far parte dell'ONU o delle sue agenzie, come l'Organizzazione Mondiale della Sanità, il governo della ROC continua ad appellarsi alla comunità internazionale affinché riconosca il diritto dei 23 milioni di cittadini dell'isola di partecipare agli incontri e alle attività dell'ONU e delle organizzazioni affiliate. Attualmente 22 stati membri dell'ONU e la Santa Sede mantengono relazioni diplomatiche ufficiali con la ROC.

## Stati osservatori
La Santa Sede ha lo status di Osservatore Permanente per la Città del Vaticano come Stato non membro. Medesimo status è stato concesso allo Stato di Palestina con la Risoluzione 67/19 adottata il 29 novembre 2012. Lo SMOM ha ottenuto lo status di "membro osservatore" dell'assemblea generale il 24 agosto 1994.

## Crescita delle adesioni
1945
     1946–1959
     1960–1989
     1990–2011
     Osservatori

Stati membri delle Nazioni Unite per anno di ingresso.
1945
1946–1959
1960–1989
1990–2011
Osservatori

Dai 51 stati membri del 1945 si è passati a 55 (1946), 57 (1947), 58 (1948), 59 (1949), 60 (1950), 76 (1955), 80 (1956), 82 (1957), 99 (1960), 104 (1961), 110 (1962), 113 (1963), 115 (1964), 117 (1965), 122 (1966), 123 (1967), 126 (1968), 127 (1970), 132 (1971), 135 (1973), 138 (1974), 144 (1975), 147 (1976), 149 (1977), 151 (1978), 152 (1979), 154 (1980), 157 (1981), 158 (1983), 159 (1984), 166 (1991), 179 (1992), 184 (1993), 185 (1994), 188 (1999), 189 (2000), 191 (2002), 192 (2006) e 193 (2011) Stati membri, arrivando a coprire quasi tutti gli stati indipendenti del mondo.